# Kastenstand

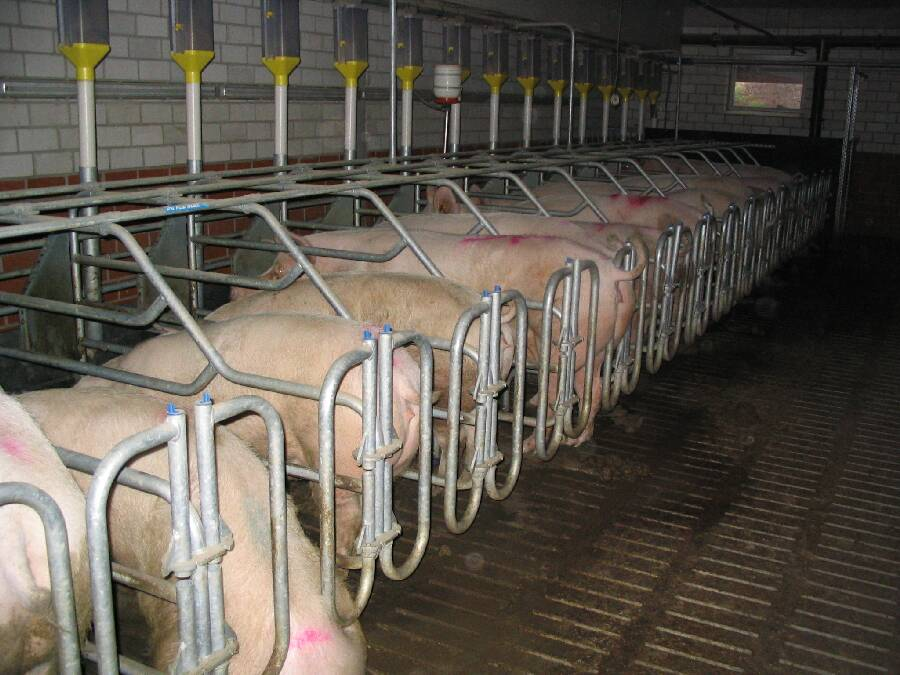
Kastenstände mit Sauen

Ein Kastenstand ist ein Bestandteil eines Schweinestalls, welcher in der Schweineproduktion genutzt wird, um Zuchtsauen während der Trächtigkeit und Säugezeit zu halten.
In der Abferkelbucht soll der Kastenstand verhindern, dass Ferkel durch die Sauen erdrückt werden. Neben der geringeren Mortalität der Ferkel lassen sich auch mehr Sauen auf einer geringeren Fläche halten und die Ausgaben pro Tier (darunter die Personalkosten) senken. Der Boden, auf dem die Tiere gehalten werden, kann entweder ein teilperforierter und mit Kunststoff ummantelter Spaltenboden oder eingestreut sein.
Die Haltung in Kastenständen ist in vielen Ländern verboten oder nur für einen begrenzten Zeitraum erlaubt.

## Argumente der Befürworter und Gegner

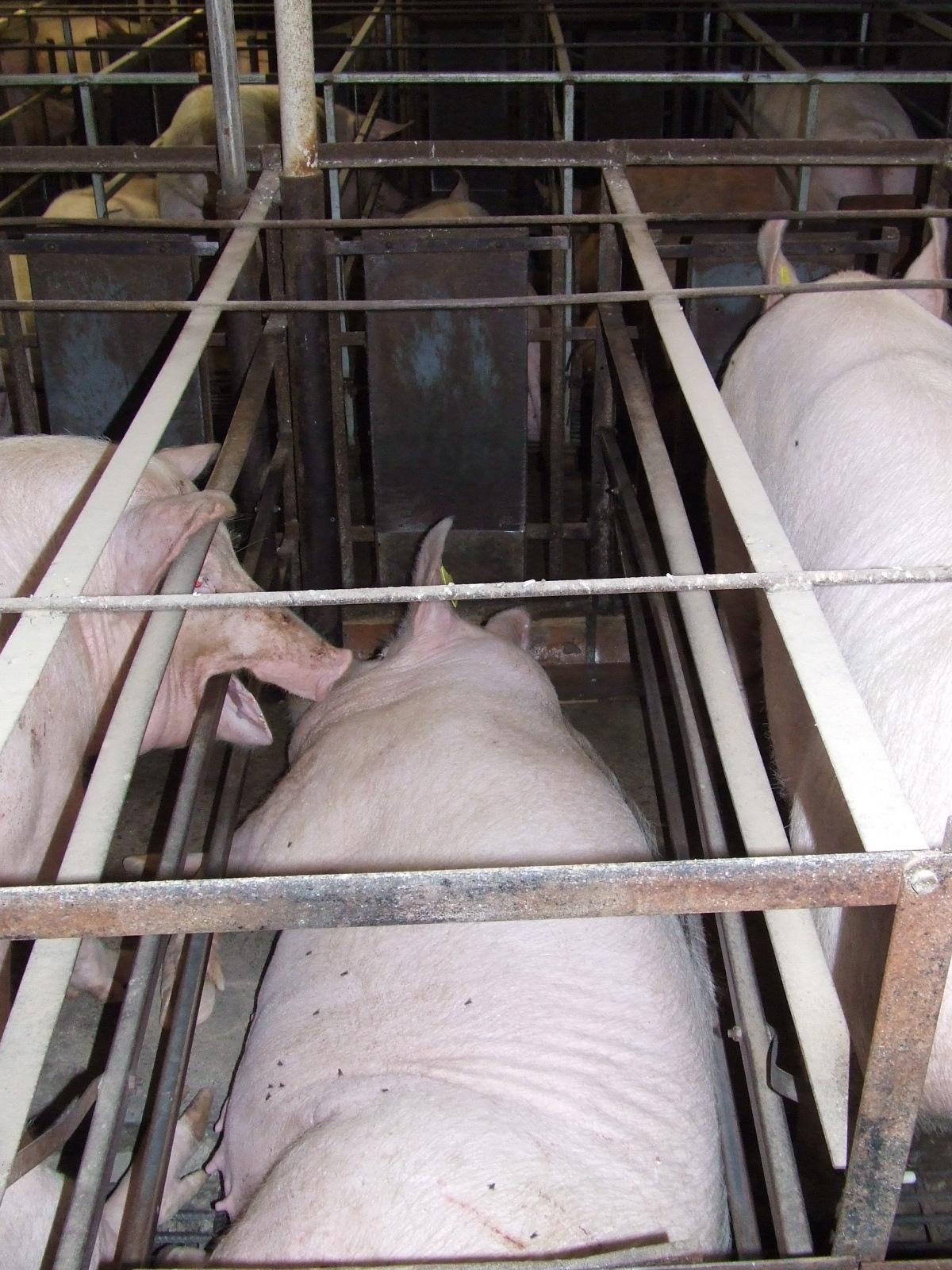
Aufnahme der Verhaltensstörung des Stangenbeißens im Kastenstand

Das Hauptargument von Befürwortern der Haltung in den Ständen ist, dass dadurch weniger neu geborene Ferkel erdrückt würden. Bisher seien 23 von 26 dazu gemachten Studien zu diesem Ergebnis gekommen. Jährlich müsse mit höheren Ferkelverlusten in der Höhe von 4,8 bis 8,8 % gerechnet werden. Weiter wird auf die Gefahr für betreuende Landwirte hingewiesen. Schweine mit guten Muttereigenschaften könnten diese, falls keine technische Trennung besteht, angreifen und verletzen. Steffen Hoy, bis 2017 Professor für Tierhaltung und Haltungsbiologie an der Universität Gießen, wird zitiert, dass es aufgrund physiologischer Untersuchungsbefunde keine Hinweise gebe, dass Schweinen in Kastenständen Schmerzen oder Leiden zugefügt würden oder dass sie Schäden dadurch hätten.
Gegner der Haltung in Kastenständen stellen die höheren Verluste in Frage oder sehen andere Ursachen. Sie weisen auf eine höhere Krankheits- und Stressanfälligkeit der Schweine in dem Haltungssystem mit den Ständen hin. Des Weiteren wird auf die öffentliche Meinung verwiesen. Die Mehrheit der Befragten würde es ablehnen, dass Schweine in Kastenständen gehalten werden.

## Situation in Deutschland

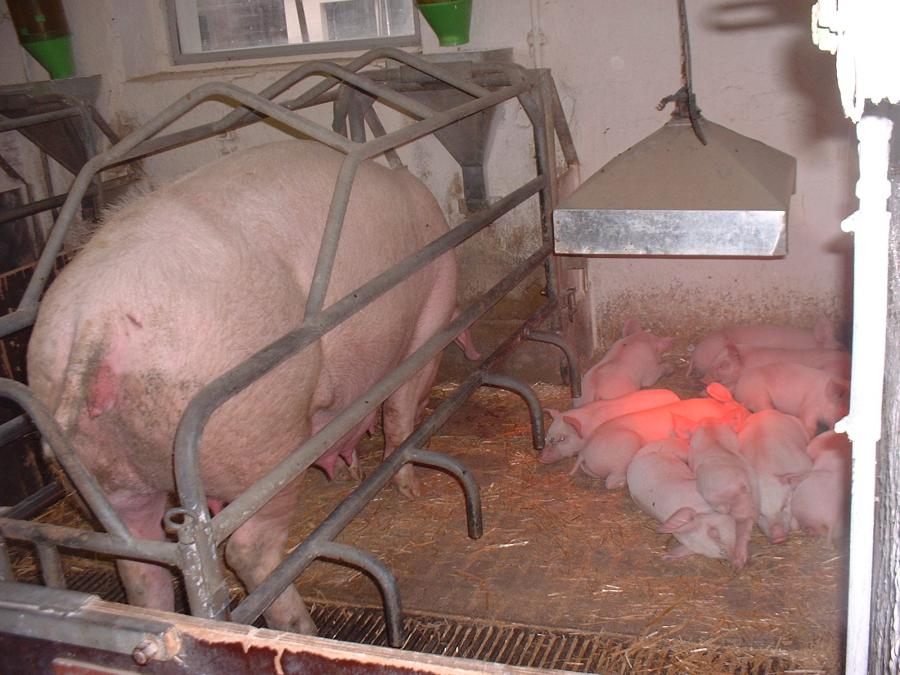
Kastenstand in einer Abferkelbucht

In der TierSchNutztV, Abschnitt 5 („Anforderungen an das Halten von Schweinen“), § 24, sind die Anforderungen an Kastenstände beschrieben.
Danach dürfen Sauen in der Zeit eine Woche vor dem voraussichtlichen Abferkeltermin bis vier Wochen nach der folgenden Bedeckung, welche meist als Künstliche Besamung erfolgt, in Kastenständen gehalten werden. In Abferkelbuchten sind Schutzgitter für die Ferkel sowie ein ausreichender Platz hinter der Muttersau vorgeschrieben, was sich nur durch Kastenstände realisieren lasse. Die vorgeschriebene Größe eines Standes beträgt 200 cm × 65 cm für Jungsauen (bis nach dem ersten Abferkeln) und 200 cm × 70 cm für Altsauen. Zudem müssen die Tiere den Kopf und in der Seitenlage die Füße ausstrecken können.
Da die in Deutschland gebräuchlichen Kastenstände ein Ausstrecken der Gliedmaßen im Liegen in der Regel nicht ermöglichen, wollte Bundeslandwirtschaftsministerin Julia Klöckner diesen Satz aus der Verordnung streichen. Die Bundesländer haben noch die Möglichkeit, Einfluss auf den Inhalt des Verordnungsentwurfs zu nehmen. Im Bundesrats-Agrarausschuss sollte am 2. Dezember 2019 darüber beraten werden. Dieser wurde aufgrund vieler Änderungsanträge der Länder verschoben, ebenso die damit verbundenen Abstimmungen im Bundesrat, die für den 20. Dezember 2019 sowie den 13. März 2020 angesetzt waren. Die geplante Neuregelung der Sauenhaltung von Bundeslandwirtschaftsministerin Julia Klöckner wird von Tierschutzorganisationen kritisiert, da sie gegen das Tierschutzrecht verstoße und mehrere Gerichtsentscheidungen missachte. Im Juni 2020 legten zwölf Tierschutzorganisationen ein Konzept für das Ende der Kastenstandhaltung vor.

## Situation in Österreich
Grundsätzlich sind Kastenstände in Österreich verboten, wobei die augenblickliche Ausführungsverordnung zum  Bundesgesetz über den Schutz der Tiere (TSchG) Übergangsfristen für bestehende Anlagen bis 2033 vorsieht. Seit dem 1. Jänner 2013 dürfen Zuchtschweine höchstens 206 Tage pro Jahr in Kastenständen gehalten werden. In neu gebauten, umgebauten oder erstmals in Betrieb genommenen Ställen gilt schon, dass Schweine höchstens zehn Tage lang während des Bedeckens in Kastenständen gehalten werden dürfen. Die langen Übergangsfristen wurden damit begründet, dass ansonsten laut Landwirtschaftsminister Nikolaus Berlakovich von den 9000 Schweinehaltern in Österreich wahrscheinlich 3000–4000 die Produktion eingestellt hätten, wodurch die Ferkel dann im Ausland mehrheitlich in Betrieben mit Kastenstand erzeugt worden wären.

## Situation in der Schweiz
1977 wurde in der Schweiz ein Verbot der Kastenstände beschlossen und seit 2007 sind die Übergangsfristen abgelaufen, sodass seitdem Muttersauen höchstens zehn Tage nach dem Wurf in Kastenständen gehalten werden dürfen. Da die Schweiz kein EU-Land ist, kann sie den Markt gegen Importe von preisgünstiger erzeugtem Fleisch aus dem Ausland abschotten und zusätzlich den Landwirten Ausgleichszahlungen wegen der höheren Tierschutzauflagen zahlen.

## Situation in Schweden
In Schweden sind Kastenstände seit 1988 verboten. Es gibt Berichte, wonach in der Folge nach dem EU-Beitritt von Schweden 1995 im danach liberalisierten Binnenmarkt 90 %  der Erzeuger die Produktion aufgaben und die Selbstversorgung von Schweden mit Schweinefleisch von 102 % im Jahre 1995 auf 76 % 2010 sank. Das Fleisch wurde hauptsächlich aus Ländern mit noch erlaubtem Kastenstand wie Dänemark und Deutschland importiert. Es wird von schwedischen Studien berichtet, wonach es zu keinen höheren Erdrückungsverlusten bei Ferkeln in Abferkelbuchten ohne Kastenstände kommt.